# Marcus Andreasson
Marcus Andreasson (ur. 13 lipca 1978 w Buchanan) – szwedzki piłkarz urodzony w Liberii, środkowy obrońca.

## Kariera
Andreasson karierę rozpoczął w zespole Östers IF, gdzie w latach 1997–1998 rozegrał 12 ligowych meczów. Później trafił do angielskiego Bristol Rovers, gdzie grał przez trzy sezony. W tym czasie zagrał w 16 meczach i zdobył jednego gola (21 października 2000 roku w wygranym 3:1 meczu z Swindon Town.
W 2001 roku rozpoczął występy w Bryne FK. Zadebiutował tam 12 sierpnia tego samego roku w wygranym 4:3 meczu przeciwko Molde FK. W spotkaniu tym zdobył także bramkę. W ciągu trzech sezonów spędzonych w Bryne rozegrał 57 ligowych meczów i zdobył pięć goli.  W 2011 roku odszedł do Lierse SK.